# ۶ محرم
۶ محرم، ششمین روز از ماه محرم در تقویم هجری قمری است.
در تقویم هجری قمری قراردادی این روز ششمین روز سال است.

## درگذشتگان
- ۴۰۶ - سید رضی، محدث شیعه و گردآورنده نهج البلاغه